# ×Amelasorbus
×Amelasorbus, hibridni rod ružovki nastao križanjem rodova Amelanchier i Sorbus. Jedina priznata vrsta je ×A. jackii.
Status vrsta × Amelasorbus raciborskiana i Amelasorbus hoseri nije riješen.